# Erlenmoos
Erlenmoos är en kommun i Landkreis Biberach i det tyska förbundslandet Baden-Württemberg. Kommunen består av ortsdelarna (tyska Ortsteile) Erlenmoos, Edenbachen, Eichbühl och Oberstetten. Folkmängden uppgår till cirka 1 800 invånare, på en yta av 24,26 kvadratkilometer.
Kommunen ingår i kommunalförbundet Ochsenhausen tillsammans med staden Ochsenhausen och kommunerna Gutenzell-Hürbel och Steinhausen an der Rottum.

## Befolkningsutveckling
| Befolkningsutvecklingen i Erlenmoos 1975–2015 | Befolkningsutvecklingen i Erlenmoos 1975–2015 | Befolkningsutvecklingen i Erlenmoos 1975–2015 | Befolkningsutvecklingen i Erlenmoos 1975–2015 | Befolkningsutvecklingen i Erlenmoos 1975–2015 |
| --------------------------------------------- | --------------------------------------------- | --------------------------------------------- | --------------------------------------------- | --------------------------------------------- |
|                                               |                                               |                                               |                                               |                                               |
| År                                            |                                               |                                               | Folkmängd                                     | Areal (ha)                                    |
| 1975                                          | 1975                                          |                                               | 1 277                                         | 2 424                                         |
| 1980                                          | 1980                                          |                                               | 1 334                                         |                                               |
| 1985                                          | 1985                                          |                                               | 1 311                                         | 2 426                                         |
| 1990                                          | 1990                                          |                                               | 1 385                                         |                                               |
| 1995                                          | 1995                                          |                                               | 1 447                                         |                                               |
| 2000                                          | 2000                                          |                                               | 1 549                                         |                                               |
| 2005                                          | 2005                                          |                                               | 1 668                                         |                                               |
| 2010                                          | 2010                                          |                                               | 1 657                                         |                                               |
| 2015                                          | 2015                                          |                                               | 1 727                                         |                                               |
|                                               |                                               |                                               |                                               |                                               |